# 용문고등학교 (경기)
용문고등학교(龍門高等學校)는 대한민국 경기도 양평군 용문면 마룡리에 있는 사립 고등학교이다. 

## 학교 연혁
- 1960년 2월 23일 : 용문고등학교 설립인가
- 1960년 2월 23일 : 초대 이사장 박철재 박사 취임
- 1960년 2월 23일 : 초대 교장 석유순 선생 취임
- 1975년 3월 1일 : 중ㆍ고등학교 분리 운영
- 1976년 3월 1일 : 교사 A동(구관) 3층 건물 준공
- 1990년 3월 1일 : 직업과정 운영
- 1991년 3월 1일 : 용문종합고등학교로 교명 변경(보통과 12학급, 상업과 6학급)
- 1996년 : 소암관 건물 준공
- 1998년 : 교사 C동(실습실) 건물 준공
- 1999년 : 유도관 건물 준공
- 2005년 : 교사 B동(신관) 5층 건물 증축 준공
- 2004년 3월 1일 : 용문고등학교로 교명 변경 (보통과 12학급, 경영정보과 6학급)
- 2006년 5월 3일 : 이사장 박용웅 선생 취임
- 2009년 : 교사 D동(식당) 2층 건물 준공
- 2011년 : 종합교육관 준공
- 2014년 3월 1일 : 전문계 학과명 변경(회계금융과)
- 2018년 3월 1일 : 제9대 교장 김인교 선생 취임
- 2020년 2월 4일 : 2019학년도 제58회 졸업(누적 졸업생수 10,858명)

## 설치 학과
- 회계금융과

## 참고 자료
- 용문고등학교 - 한국교육학술정보원 학교알리미